# Pomatorhinus erythrocnemis
Pomatorhinus erythrocnemis là một loài chim trong họ Timaliidae.